# Lili Quintana
Lili Quintana (Teror, Gran Canaria, Islas Canarias, 16 de mayo del 1969) es una actriz española de comedia, teatro clásico y cabaré, además de cine y televisión. Forma parte de la compañía teatral Instinto Cómico.
Lili es actriz de teatro y cine, locutora en algunos anuncios canarios y presentadora de galas como la Gala de la Reina del Carnaval de Las Palmas de Gran Canaria en varias ocasiones, su primera aparición fue en 1999.

## Biografía
Fue en 1989 cuando Lili Quintana se convierte en actriz. En ese tiempo se traslada a ciudades como Madrid y Barcelona para realizar clases de interpretación y dirección impartidas por José Sanchis Sinisterra y Sergi Belbel. Posteriormente, Lili pasa a ser uno de los rostros más destacados del mundo artístico en Canarias trabajando en más de 30 montajes teatrales, largometrajes y programas de televisión. 
Durante su carrera, Quintana se ha puesto en la piel de infinidad de personajes tanto en obras de teatro como en cine y televisión, pero sin duda su personaje más afamado es el de ‘Chona’, papel que ha interpretado ‘En otra clave’ desde 2004, donde también ha interpretado otros personajes como ‘Carmen de España’, ‘Carmen Sevilla’, ‘La andaluza, madre de Guaci’, o ‘La policía’.

## Carrera profesional

### Inicios: (1998-2000)
En el año 1999, Lili fue elegida por RTVE para ser la presentadora de la Gala de la Reina del Carnaval de Las Palmas de Gran Canaria junto a Blanca Rodríguez y Mari Carmen Sánchez.
Durante los años 1998 y 2000, Lili actuaba y presentaba Una de Carnavales.

### La hora del humor (2002-2004)
En 2002, Lili debutó en Instinto Cómico, sus cortos cómicos fueron reproducidos por TVE en Canarias, en un programa llamado Desde La Laguna, con humor, en el año 2002, y en los dos años siguientes, más de 60 espectáculos fueron grabados y emitidos por La 2 de TVE dentro del espacio La hora del humor.

### En otra clave (anteriormente En clave de Ja) (2004-presente)
En 2004 finaliza La hora del humor y comienza con el proyecto En clave de Ja junto a sus compañeros de reparto de Instinto Cómico, empezando en octubre de ese mismo año. Desde entonces al igual que con La hora del humor se desplazaban por distintos municipios de las islas haciendo los programas, principalmente con 1 hora y media de duración. Las temporadas suelen finalizar en mayo.
Personajes que interpreta Lili:
- Carmen de España.
- Carmen Sevilla.
- La Andaluza, madre de Guaci.
- La policía.
- Chona, dueña de La Pensión Chona.

### La Revoltosa (2011-2013)
Entre el 2011 y el 2013 se grabaron las dos temporadas de la serie, interpretando el personaje de Rosa, hija de Edelmira. Todo esto junto al elenco de Instinto Cómico y algunos actores más provenientes de las islas.

### Carnaval de Canarias (2016).
Lili Quintana fue la encargada de presentar la gala de la Gran Dama del Carnaval de Las Palmas de Gran Canaria, también leyó el discurso del Entierro de las Sardinas del Carnaval de Maspalomas.

## Obras de teatro (2013 - 2016)
Estas son las obras que ha realizado Lili en los últimos años:

### Sin Sombras de Grey
Sin sombras de Grey es una obra de teatro/musical interpretada por Mingo, Lili y Yanely Hernández.
Pareja abierta obra teatral en la que comparte escenario con Carmelo Alcántara en el año 2012

### Las histéricas somos lo máximo
Las histéricas somos lo máximo (LHSLM) es una obra de teatro interpretada por Mari Carmen Sánchez, Yanely Hernández, Blanca Rodríguez y Lili Quintana

### La Bella Durmiente
Es una obra de teatro/musical interpretada por Lili Quintana, Yanely Hernández, Mingo Ruano, Rosa Escrig, Iriome Del Toro y Mari Carmen Sánchez.

## Fiestas
•Fiestas del Pino, Pregónera

## Galas
Gala de la Reina de Las Palmas de GC, Presentadora (2015)

## Radio
Tarde o Temprano (2023)

## Teatro
Madre
Mitad & Mitad
Tacones Prohibidos
Voces de Mujer

## Televisión
Confesiones (2021), Entrevista 
El Mundo Que Viene, Entrevista 
En Clave de Ja, Actriz
En Confianza (2020)
En Otra Clave, Actriz
Una Mala Noche, Entrevista